# Fusion d'entreprises
Pour les articles homonymes, voir Fusion.
 (novembre 2023).
Si vous disposez d'ouvrages ou d'articles de référence ou si vous connaissez des sites web de qualité traitant du thème abordé ici, merci de compléter l'article en donnant les références utiles à sa vérifiabilité et en les liant à la section « Notes et références ».
Une fusion est pour l'entreprise une mise en commun des patrimoines de deux ou plusieurs sociétés, qui aboutit à la constitution d'une nouvelle entreprise ou à une prise de contrôle.
Il existe plusieurs types de fusions dont les conséquences sur le plan juridique et fiscal sont différentes. De manière générale, ces montages juridiques peuvent revêtir la forme d’une fusion-absorption, d’un apport de titres ou d’un apport partiel d’actif. En faisant abstraction des synergies de l'organisation, il n’existe aucune différence entre les différentes opérations : le groupe est économiquement identique, quelle que soit la forme adoptée.
C’est pourquoi, à la suite de la fusion, la valeur de l’actif économique et le résultat d’exploitation consolidé restent inchangés. Aussi, les opérations de fusion n’induisent dans l'immédiat aucune création de valeur et, rappelons-le, ne permettent de dégager aucun flux de trésorerie. Toutefois, par la suite, l'opération se traduit sur le plan économique par des synergies ou disynergies, en matière de coûts, de position sur le marché (seuil critique)… L'anticipation que font les actionnaires de celles-ci joue sur la valorisation boursière si l'entreprise est cotée sur un marché organisé, l'objectif de la fusion étant l'effet de synergie .

## Les différentes techniques de fusion - Aspects juridiques

### La fusion-absorption
La fusion-absorption est l’opération par laquelle une ou plusieurs sociétés, dissoutes mais non liquidées, transmettent à une société existante ou nouvelle, leur patrimoine entier, actif et passif compris. Leurs apports sont rémunérés par l’attribution de droits sociaux représentatifs de la société préexistante ou nouvelle et, éventuellement, du versement d’une soulte en espèces ne dépassant pas 10 % de la valeur nominale des parts ou actions distribuées. C’est par exemple le cas de la fusion GDF Suez.
Le schéma de base d’une opération de fusion entraîne trois effets juridiques distincts mais concomitants, à savoir :
- La transmission universelle du patrimoine de la société absorbée à la société absorbante ou à la société nouvelle issue de la fusion ;
- Corrélativement à la transmission de son patrimoine, l’opération de fusion entraîne nécessairement la dissolution de l’absorbée ;
- La fusion suppose la rémunération des apports de la société absorbée. Celle-ci est réalisée au moyen d’une attribution de droits sociaux. Ainsi, les associés de la société absorbée doivent recevoir des titres de l’absorbante en contrepartie de leurs apports. Il s'agit de nouveaux titres de la société absorbante créés en contrepartie d'une augmentation de capital dite « par échange de titres ».

### L'apport de titres (ou fusion à l'anglaise)
L'apport de titres est une opération par laquelle un investisseur (personne physique ou personne morale) apporte ses titres d'une société A à une société B et reçoit en rémunération des titres de la société B. Contrairement à une fusion-absorption, la société A subsiste et devient une filiale de B, les actionnaires de B devenant actionnaires de A.

### L'apport partiel d'actif
Un apport partiel d'actifs est une opération par laquelle une société A fait apport à une société B d'une partie de ses éléments d'actifs (et de passifs), et reçoit en échange des titres émis par la société B. L'apport d'une partie de l'actif à une autre société s'apparente à une vente (une cession), au mode de rémunération près. Ici, le paiement s'effectue en actions et la société bénéficiaire augmente son capital du montant de l'apport. Il existe un régime fiscal plus avantageux que celui d'une cession : il s'agit de l'apport d'une branche complète d'activité. Les parties peuvent alors soumettre cette opération au régime fiscal de scissions ; ce qui en réduit le coût fiscal (sursis d'imposition pour les plus-values et dispense des droits d'apports).

## Aspects comptables des fusions et opérations assimilées
L’avis no 2004-01 du 25 mars 2004 du Conseil National de la Comptabilité (CNC) donne de nouvelles règles comptables en matière de fusions et d’opérations assimilées. Cet avis vise essentiellement la méthode de valorisation des apports et des modifications du traitement du boni et mali de fusion.
La valeur d’apport représente la valeur comptable pour laquelle les biens sont transmis de l’absorbée à l’absorbante. Ceci étant, la détermination de la valeur d’apport dépasse largement le seul cadre de l’enregistrement comptable mais s’étend également à la question de l’information comptable, à la présentation des états financiers sans oublier une dimension fiscale importante.
En référence directe aux comptes consolidés, l’opération de fusion est désormais assimilée à une acquisition et implique donc une valorisation des apports à leur valeur réelle. Dans le cas d’une situation de contrôle préalable à la fusion, toujours en référence aux comptes consolidés, la réévaluation des actifs est proscrite et l’apport doit être réalisé à la valeur comptable.
Enfin, sans insister sur les détails du traitement des bonis et malis de fusion, ceux-ci sont assimilés respectivement aux notions de « quote-part d’enrichissement » et «d’écart d’acquisition net ».
En définitive l’avis du CNC instaure l’obligation, dans les comptes sociaux, de méthodes d’évaluation dévolues jusqu’à maintenant exclusivement aux comptes consolidés. L’adoption de cet avis est alors symptomatique d’une volonté de faire converger les méthodes d’évaluation des comptes sociaux vers les normes comptables internationales.

### Règles comptables applicables à l'occasion des fusions

#### La valorisation des apports
Dans une opération de fusion (ou d’apport), il ne faut pas confondre la valeur financière retenue dans la fusion qui sert de référence pour la détermination de la parité d’échange et la valeur comptable à laquelle les actifs sont juridiquement apportés à la société absorbante.
La détermination de la valeur d’échange n’entraîne aucune implication fiscale et comptable pour les entreprises en présence. La détermination n’ayant pour seul but d’établir la parité équitable entre les actions ou parts sociales de l’absorbée et celles de l’absorbante.
La valeur d’apport représente donc la valeur comptable pour laquelle les biens sont transmis de l’absorbée à l’absorbante. Ceci étant, la détermination de la valeur d’apport dépasse largement le seul cadre de l’enregistrement comptable mais s’étend également à la question de l’information comptable et à la présentation des états financiers sans oublier une dimension fiscale importante. En effet, la détermination de la valeur d’apport servira de base pour le calcul des éventuelles plus-values de fusion.
En l’espèce, la détermination de la valeur d’apport peut se réaliser selon deux méthodes : la fusion faite sur la base des valeurs comptables et la fusion faite sur la base des valeurs réelles.
Par principe, la valorisation doit se faire selon les valeurs réelles mais l’administration fiscale tolère, par dérogation, une évaluation aux valeurs comptables dès lors que celles-ci peuvent être considérées comme représentatives de la valeur des actifs transmis.
Jusqu'en 2004, les entreprises pouvaient librement choisir les modalités d'évaluation des apports. Le règlement du CRC applicable, obligatoirement, depuis 2005 est revenu sur cette liberté de transcription. Les valeurs à retenir résultent, de façon impérative, de la situation de contrôle au moment de l'opération et du sens dans lequel elle est réalisée.
Les entreprises n’ont donc plus le choix de la méthode de valorisation des apports ce qui limite considérablement les opportunités de gestion fiscale de l’opération de fusion.
En imposant implicitement la méthode de valorisation comptable des apports pour toutes les opérations de restructuration internes, les fusions réalisées à la valeur nette comptable devraient largement se multiplier.

#### Le sens de la fusion et la valorisation des apports
Dans son avis, le CNC a définitivement supprimé le choix comptable entre une valorisation aux valeurs réelles ou aux valeurs comptables. En effet, comme indiqué précédemment, les apports sont évalués à la valeur nette comptable ou à la valeur réelle selon la nature de la situation contrôle au moment de l’opération et le sens de l’opération.
Pour les opérations sous contrôle commun, les fusions doivent être effectuées sur la base des valeurs comptables. Pour les fusions sous contrôle distinct, les fusions doivent être effectuées sur la base des valeurs réelles sauf dans l’hypothèse où la fusion serait faite à l’envers. À une situation donnée correspond une méthode de valorisation des apports. Le CNC met ainsi un coup d’arrêt à l’option entre valeur réelle et valeur comptable pour des considérations de nature fiscale.
| | Valeur comptable | Valeur réelle |
| Opérations impliquant des entités sous contrôle commun Opérations à l'endroit Opérations à l'envers   | X                |               |
| Opérations impliquant des entités sous contrôle distinct Opérations à l'envers Opérations à l'endroit | X                | X             |

La mise en œuvre de ces dispositions commande tout d’abord d’expliciter la notion de contrôle commun et de contrôle distinct, notion empruntée directement au Code de Commerce.
Des sociétés sont considérées comme étant sous contrôle commun lorsqu’une des sociétés participant à l’opération contrôle préalablement l’autre ou lorsque les deux sociétés sont sous le contrôle d’une même société mère. À l’inverse, deux sociétés sont sous contrôle distinct lorsqu'aucune des sociétés ne contrôle l’autre préalablement à l’opération et lorsque ces sociétés ne sont pas non plus sous le contrôle d’une société mère commune (directement ou indirectement) préalablement à l'opération.
Pour apprécier la notion de contrôle, le CNC renvoie au paragraphe 1002 du règlement no 99-02 du CRC relatif aux comptes consolidés des sociétés commerciales et entreprises publiques. Le CNC rappelle en la matière que le contrôle exclusif est le pouvoir de diriger les politiques financière et opérationnelle d’une entreprise afin de tirer avantage de ses activités. Ce contrôle résulte :
- soit de la détention directe ou indirecte de la majorité des droits de vote dans une autre entreprise ;
- soit de la désignation, pendant deux exercices successifs de la majorité des membres des organes d'administration, de direction ou de surveillance d’une autre entreprise ; l'entreprise consolidante est présumée avoir effectué cette désignation lorsqu'elle a disposé, au cours de cette période, directement ou indirectement, d'une fraction supérieure à 40 % des droits de vote et qu'aucun autre associé ou actionnaire ne détenait, directement ou indirectement, une fraction supérieure à la sienne ;
- soit du droit d’exercer une influence dominante sur une entreprise en vertu d’un contrat ou de clauses statutaires.

Quant au sens de l’opération, le CNC distingue les opérations de fusion à l’endroit et à l’envers. Une fusion est à l’endroit si, après la fusion, l’actionnaire principal de la société absorbante, bien que dilué, conserve son pouvoir de contrôle sur celle-ci : la cible est la société absorbée et l’initiatrice est la société absorbante ou l’une de ces filiales. Inversement, une fusion à l’envers est une fusion dans laquelle, après l’opération, l’actionnaire principal de la société absorbée prend le contrôle de la société absorbante. La cible est la société absorbante et l’initiatrice est la société absorbée ou sa mère. En outre, ces dispositions s’appliquent également pour les apports partiels d’actifs.
Si les opérations sont réalisées entre des sociétés placées sous contrôle commun, les apports sont évalués donc sur la base des valeurs comptables. En effet, dans la mesure où la situation de contrôle existe déjà avant l’opération, cette dernière ne fait que renforcer ou maintenir une situation de contrôle. Dans cette logique, qui est reprise aux comptes consolidés, il n’y a pas lieu de réévaluer l’ensemble des actifs et des passifs. Selon le CNC, cette situation doit s’appliquer que l’opération soit faite à l’endroit ou à l’envers.
Si les opérations sont réalisées entre les sociétés sous contrôle distinct, il y a lieu d’envisager de manière différente la situation selon que l’opération soit effectuée à l’endroit ou à l’envers. Si l’opération est effectuée à l’endroit, la situation n’est pas établie avant l’opération et l’opération correspond donc à une prise de contrôle. Dans la logique des comptes consolidés, cette opération doit être traitée comme une acquisition faite sur la base des valeurs réelles.
Si l’opération est faite à l’envers, le CNC indique que, compte tenu des contraintes légales, les actifs et les passifs de la cible (correspondant à l’absorbante ou à la société bénéficiaire des apports) ne peuvent pas être comptabilisés à leur valeur réelle puisqu’ils ne figurent pas dans le traité d’apport. Le CNC considère en effet que les actifs et les passifs figurant dans le traité d’apport sont ceux de la société initiatrice et qu’ils n’ont pas à être réévalués.
Le CNC admet une dérogation à ce principe. En effet, que lorsque les apports doivent être évalués à la valeur nette comptable mais que l’actif net est insuffisant pour permettre la libération du capital, les valeurs réelles des éléments d’actifs doivent être retenues. Ce faisant, un actif net comptable négatif ne saurait être un frein pour la réalisation de la fusion dès lors que les valeurs réelles des apports sont positifs.
De plus, on retiendra de cette dérogation que les sociétés fortement déficitaires, même sous contrôle de l’absorbante, peuvent toujours effectuer la fusion sur la base des valeurs réelles, et de fait, recapitaliser les capitaux propres. Enfin, cette dérogation permet de maintenir l’éventuel bénéfice à une renonciation au régime de faveur.

#### Le traitement du boni ou mali de fusion
Les opérations de fusion constituent le plus souvent, soit la phase finale d’une opération de rapprochement entre deux entreprises dont le processus fut amorcé par une prise de participation de l’absorbante dans le capital de l’absorbée, soit une opération de restructuration entre des sociétés et leurs filiales. Dans ces deux cas, la société absorbante est associée de la société absorbée préalablement à l’opération de fusion.
La difficulté d’une participation de l’absorbante dans l’absorbée réside dans la remise aux associés de l’absorbée des titres de la société absorbante. En effet, cette situation va conduire nécessairement à la remise à la société absorbante de ses propres titres.
En pratique, la société absorbante diminue l’augmentation de capital à hauteur de sa quote-part de détention des titres de l’absorbée. Ce faisant, la société absorbante rémunère exclusivement les associés autres qu’elle-même.
L’annulation des titres entraîne dans ce cas la constatation d’une plus ou moins value appelée boni de fusion ou mali de fusion. Sur le plan du principe, le boni ou mali de fusion correspond à la différence entre le prix d'acquisition des titres de l'absorbée par l'absorbante et la valeur d'apport (la valeur comptable au moment de l'apport) de ces mêmes titres. Si cette différence est positive on l'appelle boni de fusion, mali si elle est négative.
L'avis du CNC a modifié le traitement comptable du boni et du mali de fusion pour les opérations réalisées à partir du 1er janvier 2005.

##### Le traitement du boni de fusion
D’un point de vue comptable, le boni a longtemps été enregistré comme une prime de fusion complémentaire. Désormais, « le boni est comptabilisé dans le résultat financier à hauteur de la quote part des résultats accumulés par la société absorbée depuis l’acquisition et non distribués et en capitaux propres pour le montant résiduel ou si les résultats accumulés ne peuvent être déterminés de manière fiable ».
La troisième directive européenne vise à supprimer les doubles impositions qui pourraient intervenir dans le cadre de fusion. De ce fait, l’imposition du boni est alors expressément exclue puis que cela reviendrait à taxer une première fois les résultats chez l’absorbée et une seconde fois lors de l’annulation des titres, le traitement comptable n’a donc aucun effet sur le traitement fiscal.
- Exemple de traitement du boni de fusion :

Le montant du boni de fusion total, déterminé à 100 000 €, est alors ventilé en résultat pour la quote-part de résultats accumulés et non distribués et le reste en capitaux propres.
Ce principe de comptabilisation est en réalité emprunté aux méthodes d’établissement des comptes consolidés. En effet, par analogie, la quote-part à inscrire en résultat financier (ici 10 000 euros) correspondrait, en compte consolidé, à la « quote-part d’enrichissement ou réserves consolidées » de la filiale depuis son acquisition par la société mère.
Cette solution admise par le CNC, correspond plus largement, à une référence directe du traitement comptable des fusions et ceux des comptes consolidés.
De plus, le traitement du mali de fusion est dans ce point de vue encore plus symptomatique, puisqu’il correspond en réalité au traitement de l’écart d’acquisition net.

##### Le traitement du mali de fusion
En reprenant l’exemple utilisé pour le calcul du boni de fusion, avec comme hypothèse supplémentaire que la valeur comptable des titres soit de 300 000 et non de 100 000, on a :
Le mali de fusion représente l’écart négatif entre l’actif net reçu (ou Actif Net Comptable - ANC) par la société absorbante à hauteur de sa participation détenue dans la société absorbée, et la valeur comptable de cette participation (la valeur d'achat de la société absorbée telle que passée dans les comptes). Le mali de fusion peut être décomposé en deux éléments :
- d’un mali technique généralement constaté pour les fusions ou les opérations de transmission universelle de patrimoine évaluées à la valeur comptable lorsque la valeur nette des titres de la société absorbée figurant à l’actif de la société absorbante est supérieure à l’actif net comptable apporté. Cette composante du mali correspond, à hauteur de la participation antérieurement détenue aux plus-values latentes sur éléments d’actif comptabilisés ou non dans les comptes de l’absorbée déduction faite des passifs non comptabilisés en l’absence d’obligation comptable dans les comptes de la société absorbée (par exemple provisions pour retraites, impôts différés passifs).
- Au-delà du mali technique, le solde du mali (ou "vrai" mali) qui peut être représentatif d’un complément de dépréciation de la participation détenue dans la société absorbée, doit être comptabilisé dans le résultat financier de la société absorbante de l’exercice au cours duquel l’opération est réalisée.

En application des dispositions du CNC, on a :
Le mali technique est alors comptabilisé à l’actif du bilan, et correspond à l’écart d’acquisition net dans les comptes consolidés. De plus, le suivi du mali de fusion est lié au même formalisme que celui de l’écart d’acquisition : un test de dépréciation et la constatation d’un éventuel amortissement exceptionnel.
Le traitement fiscal de ces amortissements n’est pas encore clairement établi, mais il demeure peu probable que l’administration accepte leur déductibilité. Cela reviendrait, en définitive, à instaurer la déductibilité du « goodwill ». Ceci étant, certains pays européens comme l’Italie, admettent cette déductibilité sous certaines conditions.
En l’état actuel des choses, en France, le traitement comptable du boni et du mali de fusion reste sans impacts fiscaux.
Exemple :
- une société A achète une société B pour 1M€. Elle enregistre cet actif de 1M€ dans ses comptes (normalement dans un compte 26 d'immobilisation financière).
- La société A fusionne la société B quelques mois plus tard.
  - A retire 1M€ de ses immobilisations (puisque B n'existe plus).
  - A ajoute dans ses comptes, ligne de bilan par ligne de bilan, l'actif net comptable de B, dont le solde est de 600 k€. L'actif de la société absorbante A perd donc 400 k€ (-1M€ + 600 k€). C'est le mali de fusion.
  - Ce mali de fusion de 400 k€ peut être un « faux mali », ou « mali technique » (une fausse perte de valeur, purement comptable), ou un « vrai mali » (une vraie perte de valeur). Les traitements comptables sont alors différents.
  - Pour le savoir, la société A va faire l'« Actif Net Revalorisé » de B. En comptabilité française, des passifs et des actifs ne sont en effet pas valorisés au bilan, ou le sont mal. Par exemple, des dépollutions à venir de sites industriels, non encore provisionnées car non encore connus de façon précise, ou des valeurs de terrains (inscrites au bilan à leurs valeurs d'achat) ou des fonds de commerce créés (non inscrits au bilan). La société absorbante A calcule donc l'Actif Net Revalorisé : (Actif Net Comptable - passifs latents hors-bilan + sur-valeur hors bilan), qui donne la vraie valeur économique de B : 850 k€. Le mali technique (ou faux mali) est donc dans cet exemple de 850-600 = 250 k€, et le vrai mali (c'est-à-dire la perte de valeur de B entre le moment de l'achat et celui de la fusion) est de 150 k€ (1M€ - 850 k€). Le mali technique est passé dans un compte 207 (immobilisation incorporelle), et le vrai mali (vrai perte de valeur) est passée en charges.

À noter que la différence entre valeur comptable des titres (ici 1M€) et Actif net revalorisé (ici 850 k€) peut-être autre chose qu'un « vrai mali », à savoir un « goodwill ». Celui-ci est la survaleur que la société B a accepté de payer à l'achat au-delà de l'Actif Net Revalorisé de A. Ce goodwill s'analyse comme une survaleur représentant un avantage espéré dans le futur (des synergies, par exemple), au-delà de l'Actif Net Revalorisé. Dans ce cas, le goodwill peut-être affecté en mali technique (immobilisation compte 207), et non en vrai mali (charge). En effet, ce n'est pas une vraie perte, mais une décision stratégique de A d'acheter B plus cher que sa valeur économique.

## Les fusions transfrontalières

### La situation présente restreint les possibilités de fusions transeuropéennes
Dans l’Union Européenne, certaines législations excluent ou ne prévoient pas la fusion transfrontalière et d’autres la soumettent à des conditions restrictives. Aux Pays-Bas, en Suède, en Irlande, en Grèce, en Finlande, au Danemark et en Autriche, les fusions transfrontalières sont interdites, obligeant le plus souvent la société qui avait vocation à en acquérir une autre de se contenter d’une prise de participation majoritaire dans le capital de cette dernière. En Allemagne, la fusion transfrontalière est possible depuis le 20 avril 2007.
En France, certains auteurs n’hésitent pas à conclure que les fusions entre sociétés de nationalités différentes sont impossibles du fait de l’incompatibilité des législations applicables.

### L’état d’avancée des projets européens
Avant d’entrevoir les incidences du régime européen des fusions sur les législations nationales, il convient de rappeler l’effet juridique d’une fusion transfrontalière.
La fusion a pour résultat de transformer la société absorbée en un établissement stable de la société absorbante, situé dans un autre État membre. Donc la société absorbée sera toujours soumise à la législation de son pays en tant qu’établissement stable de la société bénéficiaire.
Dans ce contexte, l’ensemble des projets européens sur les fusions se fondent alors sur la double nécessité d’un cadre juridique commun mais aussi d’une harmonisation fiscale pour chacun des pays de l’Union Européenne.
Ainsi, sur le plan fiscal, la localisation de l’entité issue du rapprochement dépendra du niveau d’imposition des bénéfices générés par cette entité. À ce titre, la réforme allemande de 2001 sur les distributions ainsi que l’exonération des plus-values sur titres prévues par de nombreux pays (Luxembourg, Allemagne, Italie, ..) posait un défi important en termes d’attractivité fiscale de la France.
Parallèlement aux mesures d’harmonisation fiscales, un projet de directive européenne datant de novembre 2003 viserait à « combler une lacune importante en matière de droit des sociétés : faciliter les fusions transfrontalières de sociétés commerciales sans que les législations nationales dont elles relèvent, en général celle du lieu de leur siège principal, ne puissent constituer un obstacle. » Ce projet vient d'être adopté en première lecture par le Conseil et le Parlement Européens en codécision en novembre 2005 (voir J.O.U.E. n° L 310 du 26 novembre 2005). Cette dixième directive doit être transposée par les États membres au plus tard le 15 décembre 2007.
La dixième directive tend ainsi à supprimer les difficultés apparues avec le texte de 1990 notamment sur les différentes transpositions par chacun des États membres. De plus, le projet prend également en compte « la nécessité affirmée par les instances européennes d’améliorer la compétitivité de l’économie européenne » avec, en particulier, la mise en place d’un cadre général favorisant l’activité économique dans l’Union Européenne. Elle comporte peu de règles matérielles et renvoie généralement aux dispositions gouvernant les fusions nationales. Il s'agit essentiellement d'un corps de règles de conflit. L'on s'en aperçoit notamment en ce qui concerne la participation des travailleurs où, devant la résistance de la délégation allemande, la directive a opté pour l'application de la règle dès lors que l'une des sociétés participantes est soumise à une telle règle. Pour l'heure la directive n'a pas été transposée mais, en attendant sa transposition, on doute toujours de son efficacité du fait de la nature de règles de conflit de ses dispositions.

### L’impact du projet de directive communautaire sur les fusions transeuropéenne
Le projet de directive sur les fusions vise essentiellement l’élaboration d’un cadre général d’ordre juridique et fiscal. Les dissonances de régimes liées aux transpositions internes de la précédente directive seront écartées.
Ainsi, la liste des sociétés auxquelles la directive a vocation à s’appliquer intègre désormais de nouvelles formes de sociétés ou entités juridiques particulières. En effet, toutes les sociétés soumises de plein droit à l’IS seront éligibles au régime de faveur (en France, le régime de faveur est étendu aux sociétés soumises à l’IS sur option).
De plus, la proposition de directive s’attache précisément à la situation de la société européenne en spécifiant que le transfert de siège d’une société européenne d’un État membre à un autre n’aboutit pas directement à l’imposition des plus-values.
La proposition de la directive énonce également que le régime de report d’imposition des plus-values a vocation à s’appliquer dans l’hypothèse de la filialisation d’une succursale implantée dans un autre État membre.
Enfin, la proposition de directive fait apparaître une nouvelle forme d’opération de restructuration, la scission avec échange d’actions. Dans cette opération, la société procède à l’apport d’une ou plusieurs branches complètes ou autonomes d’activités au profit d’une autre société préexistante, et reçoit en contrepartie des titres. Cette opération correspond en réalité à ce que nous connaissons en France sous la forme d’un apport partiel d’actif portant sur une branche complète d’activité, avec répartition, dans un délai d’un an, des titres reçus en contrepartie (art. 115-2 du CGI). Il reste à préciser que l’adoption de cette directive entraînera d’une part, la fin de la double imposition des plus-values sur titres du fait d’un apport non pas à la valeur comptable mais à la valeur réelle, et d’autre part, la suppression de l’agrément ministériel autorisant la répartition des titres reçus dans un délai d’un an.